# ليه غراي
ليه غراي (بالإنجليزية: Les Gray)‏ هو مغني بريطاني، ولد في 9 أبريل 1946 في كارشالتون في المملكة المتحدة، وتوفي في 21 فبراير 2004 في لاغوس في البرتغال بسبب نوبة قلبية.

## وصلات خارجية
- ليه غراي على موقع IMDb (الإنجليزية)
- ليه غراي على موقع ميوزك برينز (الإنجليزية)
- ليه غراي على موقع ديسكوغز (الإنجليزية)